# Saison 2 de Dollhouse
Chronologie
Saison 1
Cet article présente le guide des épisodes de la deuxième saison de la série télévisée Dollhouse.

## Distribution

### Acteurs principaux
- Eliza Dushku (V. F. : Barbara Delsol) : Echo / Caroline Farrell
- Tahmoh Penikett (V. F. : Xavier Béja) : Paul Ballard
- Olivia Williams (V. F. : Anne Rondeleux) : Adelle DeWitt
- Harry Lennix (V. F. : Frantz Confiac) : Boyd Langton
- Fran Kranz (V. F. : Pascal Nowak) : Topher Brink
- Enver Gjokaj (V. F. : Jérémy Prevost) : Lubov / Victor / Anthony Ceccoli
- Dichen Lachman (V. F. : Pamela Ravassard) : Sierra / Priya Tsetsang

### Acteurs récurrents et invités
- Miracle Laurie (V. F. : Bénédicte Bosc) : November / Mellie
- Liza Lapira (V. F. : Natacha Muller) : Ivy
- Amy Acker (V. F. : Léa Gabrièle) : Whiskey / Dr Claire Saunders (épisodes 1, 11 à 13)
- Alexis Denisof (V. F. : Éric Legrand) : Sénateur Daniel Perrin (épisodes 1, 2, 5 et 6)
- Stacey Scowley (pl) (V. F. : Patricia Piazza) : Cindy Perrin (épisodes 2, 5 et 6)
- Keith Carradine (V. F. : Edgar Givry) : Matthew Harding (épisodes 4, 5 et 7)
- Vincent Ventresca (V. F. : Pascal Germain) : Nolan Kinnard (épisodes 4 et 10)
- Summer Glau (V. F. : Olivia Luccioni) : Bennett Halverson (épisodes 5, 6, 11 à 13)
- Philip Casnoff (V. F. : Pierre-François Pistorio) : Clive Ambrose (épisodes 7 et 11)
- Brett Claywell (V. F. : Donald Reignoux) : Matt Cargill (épisode 8)
- Alan Tudyk (V. F. : Vincent Ropion) : Alpha / Carl William Craft (épisodes 8 et 13)
- Reed Diamond (V. F. : Régis Reuilhac) : Laurence Dominic (épisodes 10 à 13)
- Felicia Day (V. F. : Catherine Desplaces) : Meg (épisode 13)
- Zack Ward (V. F. : Fabrice Lelyon) : Zone (épisode 13)

## Épisodes

### Épisode 1:Serments
- États-Unis /  Canada : 25 septembre 2009 sur Fox / Global[1]
- France : 5 septembre 2010 sur Téva[2]
- Québec : 12 avril 2011 sur Ztélé[3]
- Suisse : sur TSR1
- Belgique : sur Plug RTL

- États-Unis : 2,56 millions de téléspectateurs[4]

- Amy Acker (Dr Claire Saunders/Whiskey)
- Liza Lapira (Ivy)
- Jamie Bamber (Martin Klar)
- Alexis Denisof (Senator Daniel Perrin)
- Zoran Radanovich (Hugo Taubman)

### Épisode 2:Comme une louve
- États-Unis : 1er octobre 2009 sur Fox
- France : 5 septembre 2010 sur Téva[2]
- Québec : 19 avril 2011 sur Ztélé

- États-Unis : 2,09 millions de téléspectateurs[5]

- Miracle Laurie (November/Madeline)
- Alexis Denisof (Senator Daniel Perrin)
- Kristoffer Polaha (Nate Jordan)
- Stacey Scowley (Cindy Perrin)

### Épisode 3:Dans la tête du tueur
- États-Unis : 8 octobre 2009 sur Fox
- France : 5 septembre 2010 sur Téva[2]
- Québec : 26 avril 2011 sur Ztélé

- États-Unis : 2,25 millions de téléspectateurs[6]

- Liza Lapira (Ivy)
- Michael Hogan (Bradley Karrens)
- Arye Gross (Professor Gossen)
- Joe Sikora (Terry Karrens)
- Danielle Langlois (Aunt Shiela)
- Deanna Douglas (Little Sister)
- Tara Holt (Big Sister)
- Susan Ziegler (Mother)
- Matt Winston (Franklin)

### Épisode 4:Possession
- États-Unis : 23 octobre 2009 sur Fox
- France : 5 septembre 2010 sur Téva[2]
- Québec : 3 mai 2011 sur Ztélé

- États-Unis : 2,15 millions de téléspectateurs[7]

- Keith Carradine (Matthew Harding)
- Vincent Ventresca (Nolan Kinnard)
- Clyde Kusatsu (Dr Makido)
- Carlease Burke (Pam)

### Épisode 5:Tempête médiatique
- États-Unis : 4 décembre 2009 sur Fox
- France : 12 septembre 2010 sur Téva[2]
- Québec : 10 mai 2011 sur Ztélé

- États-Unis : 2,15 millions de téléspectateurs[8]

- Summer Glau (Bennett Halverson)
- Miracle Laurie (Mellie / November)
- Keith Carradine (Matthew Harding)
- Alexis Denisof (Sénateur Daniel Perrin)
- Stacey Scowley (Cindy Perrin)
- Nelson Franklin (Burt Styne)
- Maurissa Tancharoen (Kilo)

### Épisode 6:Ennemies intimes
- États-Unis : 4 décembre 2009 sur Fox
- France : 12 septembre 2010 sur Téva[2]
- Québec : 17 mai 2011 sur Ztélé

- États-Unis : 1,99 million de téléspectateurs[9]

- Summer Glau (Bennett Halverson)
- Ray Wise (Stewart Lipman)
- Miracle Laurie (Madeline/November)
- Alexis Denisof (Senator Daniel Perrin)
- Stacey Scowley (Cindy Perrin)
- Nelson Franklin (Burt Styne)

### Épisode 7:Incognito
- États-Unis : 11 décembre 2009 sur Fox
- France : 12 septembre 2010 sur Téva[2]
- Québec : 24 mai 2011 sur Ztélé

- États-Unis : 2,72 millions de téléspectateurs[10]

- Keith Carradine (Matthew Harding)
- Liza Lapira (Ivy)
- Philip Casnoff (Clive Ambrose)
- Maurissa Tancharoen (Kilo)
- Glenn Morshower (Sheriff Rand)
- Ana Claudia Talancón (Galena)
- Jonathan Del Arco (Mr. Caviezel)
- Kevin Linehan (Deputy Merrick)

### Épisode 8:La Magie de l'amour
- États-Unis : 11 décembre 2009 sur Fox
- France : 19 septembre 2010 sur Téva[2]
- Québec : 31 mai 2011 sur Ztélé

- États-Unis : 2,13 millions de téléspectateurs[11]

- Alan Tudyk (Alpha)
- Patton Oswalt (Joel Mynor)
- Brett Claywell (Matt)
- David Lee Smith (Clay Corman)

Quand tous les anciens clients « amoureux » d’Echo sont retrouvés assassinés, Adelle et Boyd soupçonnent un retour d’Alpha...

### Épisode 9:Souffle de liberté
- États-Unis : 18 décembre 2009 sur Fox
- France : 19 septembre 2010 sur Téva[2]
- Québec : 7 juin 2011 sur Ztélé

- États-Unis : 2,10 millions de téléspectateurs[12]

- Liza Lapira (Ivy)
- Michael Kin (Hagan)

### Épisode 10:Arcane
- États-Unis : 18 décembre 2009 sur Fox
- France : 19 septembre 2010 sur Téva[2]
- Québec : 14 juin 2011 sur Ztélé

- États-Unis : 2,10 millions de téléspectateurs[13]

- Liza Lapira (Ivy)
- Reed Diamond (Laurence Dominic)
- Vincent Ventresca (Nolan Kinnard)
- Adam Godley (Clyde Randolph)
- Tzi Ma (Matsu)
- Keir Thirus (Myers)

Adelle décide d’envoyer Echo dans le «grenier», la jugeant trop dangereuse ainsi que Sierra et Victor qui ont tenté de l'aider. Dans ce lieu inconnu de la Dollhouse, toutes les voix dissidentes sont stockées avec pour objectif de les torturer psychologiquement via leurs peurs.

### Épisode 11:Caroline
- États-Unis : 8 janvier 2010 sur Fox
- France : 26 septembre 2010 sur Téva[2]
- Québec : 21 juin 2011 sur Ztélé

- États-Unis : 2,38 millions de téléspectateurs[14]

- Amy Acker (Dr Claire Saunders)
- Summer Glau (Bennett Halverson)
- Miracle Laurie (Madeline Costley/November)
- Reed Diamond (Laurence Dominic)
- Philip Casnoff (Clive Ambrose)
- Liza Lapira (Ivy)
- Rick Otto (Gabe)
- Jay Malone (Young Man)

### Épisode 12:La Tête du serpent
- États-Unis : 15 janvier 2010 sur Fox
- France : 26 septembre 2010 sur Téva[2]
- Québec : 28 juin 2011 sur Ztélé

- États-Unis : 2,09 millions de téléspectateurs[15]

- Amy Acker (Dr Claire Saunders)
- Summer Glau (Bennett Halverson)
- Miracle Laurie (Madeline Costley/November)
- Reed Diamond (Laurence Dominic)

### Épisode 13:Les Authentiques
- États-Unis : 29 janvier 2010 sur Fox
- France : 26 septembre 2010 sur Téva[2]
- Québec : 5 juillet 2011 sur Ztélé

- États-Unis : 2,2 millions de téléspectateurs[16]

- Amy Acker (Dr Claire Saunders)
- Summer Glau (Bennett Halverson)
- Miracle Laurie (Madeline Costley/November)
- Reed Diamond (Laurence Dominic)
- Alan Tudyk (Alpha)
- Adair Tishler (Caroline)
- Maurissa Tancharoen (Kilo)
- Felicia Day (Mag)
- Zack Ward (Zone)
- Nate Dushku (Clive)
- Noah Harpster (Matthew)
- Christian Monzon (Romeo)
- Brandon Dieter (T)